# Homalia sakontala
Homalia sakontala är en bladmossart som beskrevs av Paul Pablo Günther Lorentz 1864. Homalia sakontala ingår i släktet Homalia och familjen Neckeraceae. Inga underarter finns listade i Catalogue of Life.